# Kim Young-jun (ur. 1985)
Kim Young-jun (ur. 28 kwietnia 1985) – południowokoreański zapaśnik walczący w stylu klasycznym. Piąty na igrzyskach azjatyckich w 2014. Dziewiąty w mistrzostwach Azji w 2008. Dziesiąty w Pucharze Świata w 2008 roku.